# 许振英
许振英（1907年5月23日—1993年9月25日），男，山东武城人，中国畜牧学家、动物营养学家，曾任东北农学院教授、博士生导师，第六届全国政协委员。
1907年5月23日，许振英出生于山东省武城县后孟庄。
1920年，许振英考入清华学校（现清华大学）。1927年，中学毕业并赴美就学于康奈尔大学农学院，获学士学位。1929年，就读威斯康星大学研究生院。 1931年获科学硕士学位。1932年，在美国西部牧场工作实践。  
1932年夏，许振英回到中国。1933～1935年，许振英任河南大学教授， 创建了中国第1个畜牧系并任系主任。1936～1940年，任中央大学农学院畜牧兽医系教授，主持洛克菲勒基金会资助的“中国养猪研究”。1941～1945年，任农林部中央畜牧实验所简任技正兼畜牧组主任。1945～1947年，任农林部简任技正、联合国善后救济总署专门委员兼天津牲畜饲养站主任。1947～1948年，任北京大学农学院教授。 1948～1949年，任清华大学农学院教授兼农艺系主任。
1949～1950年，任北京农业大学畜牧系教授。 1950年，任沈阳农学院教授兼兽牧兽医系主任。1950年，沈阳农学院迁往哈尔滨并与哈尔滨农学院合并为东北农学院。1953年，评为中国首批终身一级教授。1956年加入中国民主同盟。1957年，被划为右派。1971年从牛棚解放。
1993年9月25日，许振英在黑龙江省哈尔滨市病逝。 